# Hans Böse
Hans Böse (* 4. November 1929 in Bremen; † 1978 in Kanada) war ein deutscher Ringer in der Weltergewichtsklasse.

## Leben
Unter der Anleitung von Walter Bauer erlernte er zusammen mit seinem Zwillingsbruder Kurt, der später nach Kanada auswanderte und es dort bis zum Olympiaringer brachte, in Bremen das Ringen. 1951 schloss er sich dem Untertürkheimer KVU an, worauf sich schnell erste Erfolge auf regionaler und württembergischer Ebene einstellten. Neben dem Ringen baute er zusammen mit seiner Frau ein erfolgreiches Metzgereigeschäft in Stuttgart auf.
Bei den Deutschen Meisterschaften gelangen ihm folgende Erfolge
(gr = griechisch-römischer Stil, F = Freistil, W = Weltergewicht):
- 1952 2. Platz gr im W hinter Anton Mackowiak, Dortmund;
- 1953 2. Platz gr im W hinter Erich Schmidt (Ringer), Fürstenhausen;
- 1954 2. Platz gr im W hinter Mackowiak;
- 1954 3. Platz F im W hinter Heribert Hofmann, Lichtenfels und Siegmund Bayer, Neuaubing;
- 1955 1. Platz gr im W vor Lothar Martus, Eckenheim und Jakob Kern, Dieburg;
- 1955 2. Platz F im W hinter Mansour Hasrati, Eckenheim und vor Hofmann;
- 1958 3. Platz F im W hinter Hofmann und Lohneis, Bamberg.

Die Qualifikation zur Teilnahme an Olympischen Spielen oder Weltmeisterschaften blieb Hans Böse versagt. Er gewann aber in Länderkämpfen gegen Arsic, Jugoslawien (1955 WM-Dritter im W), Rantanen, Finnland und Michiels, Belgien.
Hans Böse verstarb, erst 49 Jahre alt, an Herzversagen während eines Besuches bei seinem Bruder Kurt in Kanada.